# 科斯特里納
48°56′35″N 22°35′24″E / 48.94306°N 22.59000°E

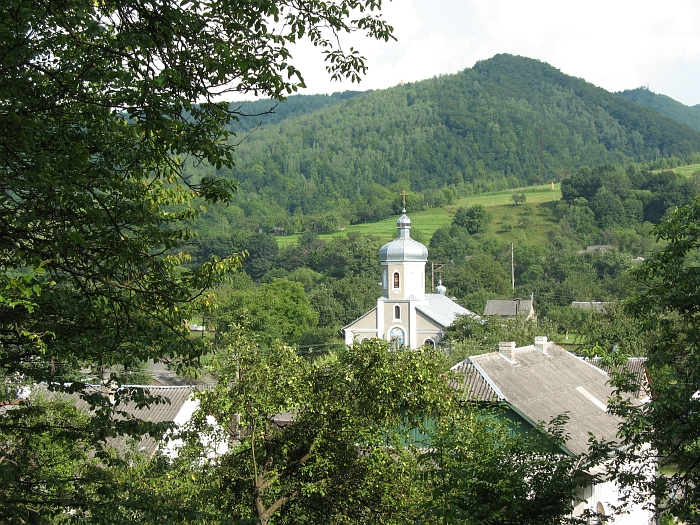

科斯特里納（烏克蘭語：Кострина）是烏克蘭西部的村莊，隸屬外喀爾巴阡州的烏日霍羅德區。該村始建於1549年，面積49.58平方公里，海拔高度289米，2001年人口1,108，人口密度每平方公里22.35人。